# Naimenmodun Xiang
Naimenmodun Xiang (kinesiska: 乃门莫敦乡, 乃门莫敦) är en socken i Kina. Den ligger i den autonoma regionen Xinjiang, i den nordvästra delen av landet, omkring 200 kilometer sydväst om regionhuvudstaden Ürümqi.
Genomsnittlig årsnederbörd är 399 millimeter. Den regnigaste månaden är juni, med i genomsnitt 119 mm nederbörd, och den torraste är januari, med 1 mm nederbörd.